# Protemblemaria perla
Protemblemaria perla är en fiskart som beskrevs av Roxanne Irene Hastings 2001. Protemblemaria perla ingår i släktet Protemblemaria och familjen Chaenopsidae. IUCN kategoriserar arten globalt som otillräckligt studerad. Inga underarter finns listade i Catalogue of Life.